# Biathlon na Zimowych Igrzyskach Olimpijskich 1994
Zawody w biathlonie na Zimowych Igrzyskach Olimpijskich 1994 odbyły się w dniach 15 – 26 lutego 1994 roku na trasach Birkebeineren skistadion w Lillehammer. Biathloniści po raz czternasty rywalizowali o medale igrzysk olimpijskich.
Zawodnicy i zawodniczki walczyli w trzech konkurencjach: w biegu indywidualnym, sprincie i sztafecie. W porównaniu do poprzednich igrzysk nastąpiła tylko jedna zmiana: format sztafety biegowej został zmieniony z 3 × 7,5 km na 4 × 7,5 km.
Łącznie rozdanych zostało sześć kompletów medali. W klasyfikacji medalowej zwyciężyła reprezentacja Rosji, której członkowie zdobyli 5 medali: 3 złote, 1 srebrny i 1 brązowy. Więcej medali wywalczyli tylko reprezentanci Niemiec, 6: 1 złoty, 3 srebrne i 2 brązowe. Jeden zawodnik zdobył medale we wszystkich konkurencjach – Rosjanin Siergiej Tarasow zwyciężył w biegu indywidualnym, był drugi w sztafecie oraz trzeci w sprincie.

## Medaliści
| Konkurencja                | Złoto             | Czas      | Srebro               | Czas      | Brąz                   | Czas      |
| Sprint mężczyzn            | Siergiej Czepikow | 28:07,0   | Ricco Groß           | 28:13,0   | Siergiej Tarasow       | 28:27,4   |
| Sprint kobiet              | Myriam Bédard     | 26:08,8   | Swietłana Paramygina | 26:09,9   | Wałentyna Cerbe-Nesina | 26:10,0   |
| Bieg indywidualny mężczyzn | Siergiej Tarasow  | 57:25,3   | Frank Luck           | 57:28,7   | Sven Fischer           | 57:41,9   |
| Bieg indywidualny kobiet   | Myriam Bédard     | 52:06,6   | Anne Briand          | 52:53,3   | Uschi Disl             | 53:15,3   |
| Sztafeta mężczyzn          | Niemcy            | 1:30:22,1 | Rosja                | 1:31:23,6 | Francja                | 1:32:31,3 |
| Sztafeta kobiet            | Rosja             | 1:47:19,5 | Niemcy               | 1:51:16,5 | Francja                | 1:52:28,3 |

## Wyniki

### Mężczyźni

#### Sprint
| Miejsce | Zawodnik          | Reprezentacja | Czas    | Strata  |
| ------- | ----------------- | ------------- | ------- | ------- |
| złoto   | Siergiej Czepikow | Rosja         | 28:07,0 | –       |
| srebro  | Ricco Groß        | Niemcy        | 28:13,0 | +6,0    |
| brąz    | Siergiej Tarasow  | Rosja         | 28:27,4 | +20,4   |
| 4.      | Władimir Draczow  | Rosja         | 28:28,9 | +21,9   |
| 5.      | Ludwig Gredler    | Austria       | 29:05,4 | +58,4   |
| 6.      | Frank Luck        | Niemcy        | 29:09,7 | +1:20,7 |
| 7.      | Sven Fischer      | Niemcy        | 29:16,0 | +1:09,0 |
| 8.      | Hervé Flandin     | Francja       | 29:33,8 | +1:26,8 |
| 9.      | Janez Ožbolt      | Słowenia      | 29:35,8 | +1:28,8 |
| 10.     | Aleksandr Popow   | Białoruś      | 29:38,5 | +1:31,5 |

#### Bieg indywidualny
| Miejsce | Zawodnik          | Reprezentacja | Czas    | Strata  |
| ------- | ----------------- | ------------- | ------- | ------- |
| złoto   | Siergiej Tarasow  | Rosja         | 57:25,3 | –       |
| srebro  | Frank Luck        | Niemcy        | 57:28,7 | +3,4    |
| brąz    | Sven Fischer      | Niemcy        | 57:41,9 | +16,6   |
| 4.      | Aleksandr Popow   | Białoruś      | 57:53,1 | +27,8   |
| 5.      | Jens Steinigen    | Niemcy        | 58:18,1 | +52,8   |
| 6.      | Andreas Zingerle  | Włochy        | 58:51,4 | +1:28,8 |
| 7.      | Mark Kirchner     | Niemcy        | 59:16,4 | +1:51,1 |
| 8.      | Siergiej Czepikow | Rosja         | 59:31,4 | +2:06,1 |
| 9.      | Sylfest Glimsdal  | Norwegia      | 59:42,4 | +2:17,1 |
| 10.     | Alfred Eder       | Austria       | 59:43,9 | +2:18,6 |

#### Sztafeta
| Miejsce | Reprezentacja | Zawodnicy                                                             | Czas      | Strata  |
| ------- | ------------- | --------------------------------------------------------------------- | --------- | ------- |
| złoto   | Niemcy        | Ricco Groß Frank Luck Mark Kirchner Sven Fischer                      | 1:30:22,1 | –       |
| srebro  | Rosja         | Walerij Kirijenko Władimir Draczow Siergiej Tarasow Siergiej Czepikow | 1:31:23,6 | +1:01,5 |
| brąz    | Francja       | Thierry Dusserre Patrice Bailly-Salins Lionel Laurent Hervé Flandin   | 1:32:31,3 | +2:09,2 |
| 4.      | Białoruś      | Wiktor Majgurow Igor Chochriakow Oleg Ryżenkow Aleksandr Popow        | 1:32:57,2 | +2:35,1 |
| 5.      | Finlandia     | Erkki Latvala Harri Eloranta Timo Seppälä Vesa Hietalahti             | 1:33:11,9 | +2:49,8 |
| 6.      | Włochy        | Patrick Favre Johann Passler Pieralberto Carrara Andreas Zingerle     | 1:33:17,3 | +2:55,2 |
| 7.      | Norwegia      | Ole Einar Bjørndalen Ivar Ulekleiv Halvard Hanevold Jon Åge Tyldum    | 1:33:32,8 | +3:10,7 |
| 8.      | Polska        | Tomasz Sikora Jan Ziemianin Wiesław Ziemianin Jan Wojtas              | 1:33:49,3 | +3:27,2 |

### Kobiety

#### Sprint
| Miejsce | Zawodniczka                | Reprezentacja | Czas    | Strata |
| ------- | -------------------------- | ------------- | ------- | ------ |
| złoto   | Myriam Bédard              | Kanada        | 26:08,8 | –      |
| srebro  | Swietłana Paramygina       | Białoruś      | 26:09,9 | +1,1   |
| brąz    | Wałentyna Cerbe-Nesina     | Ukraina       | 26:10,0 | +1,2   |
| 4.      | Inna Szeszkil              | Kazachstan    | 26:13,9 | +5,1   |
| 5.      | Petra Schaaf               | Niemcy        | 26:33,6 | +24,8  |
| 6.      | Iryna Kakujewa             | Białoruś      | 26:38,4 | +29,6  |
| 7.      | Nathalie Santer            | Włochy        | 26:38,8 | +30,0  |
| 8.      | Simone Greiner-Petter-Memm | Niemcy        | 26:46,5 | +37,7  |
| 9.      | Eva Háková                 | Czechy        | 26:48,2 | +39,4  |
| 10.     | Elin Kristiansen           | Norwegia      | 26:53,5 | +44,7  |

#### Bieg indywidualny
| Miejsce | Zawodniczka          | Reprezentacja | Czas    | Strata  |
| ------- | -------------------- | ------------- | ------- | ------- |
| złoto   | Myriam Bédard        | Kanada        | 52:06,2 | –       |
| srebro  | Anne Briand          | Francja       | 52:53,3 | +46,7   |
| brąz    | Uschi Disl           | Niemcy        | 53:15,3 | +1:08,7 |
| 4.      | Swietłana Paramygina | Białoruś      | 53:21,3 | +1:14,7 |
| 5.      | Corinne Niogret      | Francja       | 53:38,1 | +1:31,5 |
| 6.      | Martina Jašicová     | Słowacja      | 53:56,4 | +1:49,8 |
| 7.      | Natalja Piermiakowa  | Białoruś      | 53:59,1 | +1:52,6 |
| 8.      | Kerryn Rim           | Australia     | 54:10,1 | +2:03,5 |
| 9.      | Antje Harvey         | Niemcy        | 54:12,4 | +2:05,8 |
| 10.     | Łuiza Noskowa        | Rosja         | 54:18,2 | +2:11,6 |

#### Sztafeta
| Miejsce | Reprezentacja     | Zawodniczki                                                               | Czas      | Strata   |
| ------- | ----------------- | ------------------------------------------------------------------------- | --------- | -------- |
| złoto   | Rosja             | Nadieżda Tałanowa Natalja Snytina Łuiza Noskowa Anfisa Riezcowa           | 1:47:19,5 | –        |
| srebro  | Niemcy            | Uschi Disl Antje Harvey Simone Greiner-Petter-Memm Petra Schaaf           | 1:51:16,5 | +3:57,0  |
| brąz    | Francja           | Corinne Niogret Véronique Claudel Delphyne Heymann Anne Briand            | 1:52:28,3 | +5:08,8  |
| 4.      | Norwegia          | Ann-Elen Skjelbreid Annette Sikveland Hildegunn Fossen Elin Kristiansen   | 1:54:08,1 | +6:48,6  |
| 5.      | Ukraina           | Wałentyna Cerbe-Nesina Maryna Skołota Ołena Petrowa Ołena Ohurcowa        | 1:54:26,5 | +7:07,0  |
| 6.      | Białoruś          | Iryna Kakujewa Natalja Piermiakowa Natalja Ryżenkowa Swietłana Paramygina | 1:54:55,1 | +7:35,6  |
| 7.      | Czechy            | Jana Kulhavá Jiřina Pelcová Iveta Knížková Eva Háková                     | 1:57:00,8 | +9:41,3  |
| 8.      | Stany Zjednoczone | Beth Coats Joan Smith Laura Tavares Joan Guetschow                        | 1:57:35,9 | +10:16,4 |

## Klasyfikacja medalowa
| Miejsce | Państwo  | złoto | srebro | brąz | Razem |
| ------- | -------- | ----- | ------ | ---- | ----- |
| 1.      | Rosja    | 3     | 1      | 1    | 5     |
| 2.      | Kanada   | 2     | 0      | 0    | 2     |
| 3.      | Niemcy   | 1     | 3      | 2    | 6     |
| 4.      | Francja  | 0     | 1      | 2    | 3     |
| 5.      | Białoruś | 0     | 1      | 0    | 1     |
| 6.      | Ukraina  | 0     | 0      | 1    | 1     |